# Giro del Piemonte 1981
Il Giro del Piemonte 1981, sessantanovesima edizione della corsa, si svolse il 13 settembre 1981 su un percorso di 206 km. La vittoria fu appannaggio dell'italiano Marino Amadori, che completò il percorso in 5h14'00", precedendo lo svizzero Bruno Wolfer ed il connazionale Luciano Rabottini.
Sul traguardo di Limone Piemonte 22 ciclisti, su 86 partiti da Torino, portarono a termine la competizione. 

## Ordine d'arrivo (Top 10)
| Pos. | Corridore          | Squadra               | Tempo    |
| ---- | ------------------ | --------------------- | -------- |
| 1    | Marino Amadori     | Magniflex-Olmo        | 5h14'00" |
| 2    | Bruno Wolfer       | Bianchi-Piaggio       | a 35"    |
| 3    | Luciano Rabottini  | Santini-Selle Italia  | a 40"    |
| 4    | Alfons De Wolf     | Vermeer-Thijs         | a 1'15"  |
| 5    | Wladimiro Panizza  | Gis Gelati-Campagnolo | s.t.     |
| 6    | Jean-Marie Wampers | Santini-Selle Italia  | s.t.     |
| 7    | Alfio Vandi        | Selle San Marco       | s.t.     |
| 8    | Emanuele Bombini   | Hoonved-Bottecchia    | s.t.     |
| 9    | Moreno Argentin    | Sammontana-Benotto    | s.t.     |
| 10   | Claudio Bortolotto | Santini-Selle Italia  | s.t.     |